# タチノウゼン

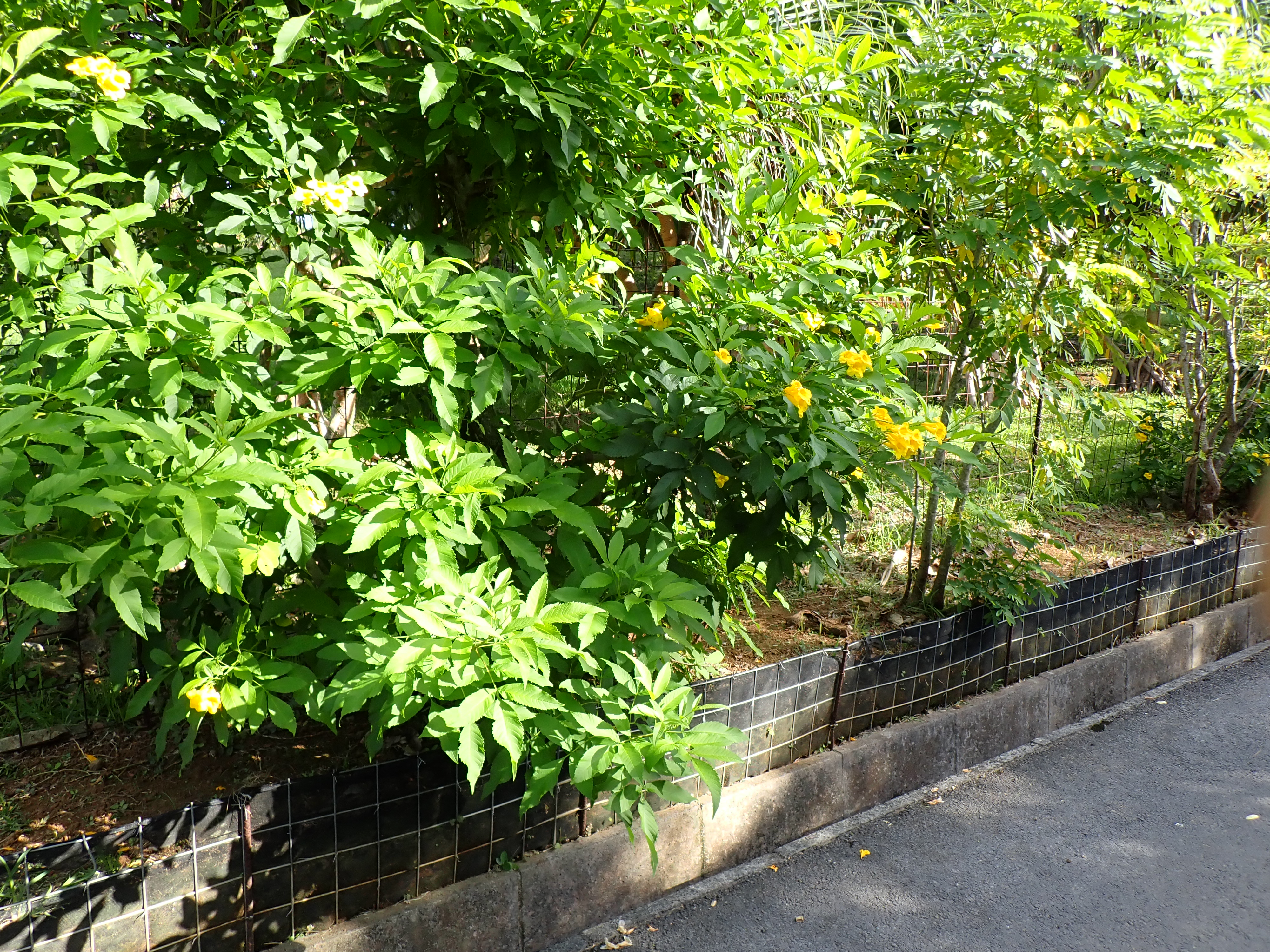
タチノウゼン（2024年5月 沖縄県石垣市）

タチノウゼン（立凌霄、別名キンレイジュ（金鈴樹）、キバナテコマ、学名：Tecoma stans）はノウゼンカズラ科テコマ属の常緑小高木。

## 特徴
高さ2–5 m。葉は小葉1–5対、鋭鋸歯縁で明るい黄緑色の奇数羽状複葉が対生する。頂小葉は長さ7–15 cmで最も大きい。花は鮮やかな黄金色のラッパ状で直径5 cmほど。頂生の総状花序で、枝が垂れ下がるほど多数の花を咲かせる。花期は春～秋で、盛期は3–6月と9–12月。果実は線形の蒴果で長さ7–18 cm、熟すると裂けて、中から薄い翼をもつ扁平な種子を多数放出する。種子は風に乗り飛散する。

## 分布、利用
南北アメリカ（米国南部～アルゼンチン）原産。沖縄県内では庭や公園に植栽される。土質は選ばず、日当たりと排水の良い場所であれば良く生育する。病害虫の被害もほとんどなく、乾燥にも強い。繁殖は種子または挿し木による。生長が早いため、剪定を適宜行って樹形を整える。冬越しには最低気温7–10℃以上を要する。